# Morro Curt
El Morro Curt és una muntanya de 255 metres que es troba al municipi de Sitges, a la comarca del Garraf.